# Super Smash Bros. Melee
Super Smash Bros. Melee (kurz SSBM, 大乱闘スマッシュブラザーズDX, Dairantō Sumasshu Burazāzu Derakkusu für „Riesenrauferei Smash Brothers Deluxe“) ist ein Videospiel für den Nintendo GameCube und der zweite Teil der Super-Smash-Bros.-Reihe. Das Spiel wurde von HAL Laboratory entwickelt und von Nintendo erstmals im November 2001 in Japan veröffentlicht. In Nordamerika erschien das Spiel Anfang Dezember während es erst im Mai 2002 in Europa veröffentlicht wurde.
Das Spiel wird dem Fighting-Game-Genre zugeordnet und ist ein Crossover aus verschiedenen Nintendo-Spielereihen unter anderem Super Mario, The Legend of Zelda, Metroid und Pokémon. Als ein solches enthält das Spiel Figuren aus den verschiedenen Spielereihen mit denen der Spieler gegeneinander antreten kann.
Super Smash Bros. Melee wurde von Kritikern gelobt und war mit über sieben Millionen verkauften Einheiten auch ein kommerzieller Erfolg. Das Spiel ist der Nachfolger zu Super Smash Bros. für das Nintendo 64 und erhielt im Jahre 2008 mit Super Smash Bros. Brawl für die Wii einen Nachfolger.

## Spielprinzip
Super Smash Bros. Melee ist ein zweidimensionales Fighting Game. Der Spieler kämpft mit einer Spielfigur in verschiedenen Arenen gegen andere Figuren. Um die gegnerischen Figuren zu besiegen, müssen diese aus dem Bild befördert werden. Dazu muss der Spieler die gegnerischen Figuren mit Schlägen, Tritten und weiteren Attacken schwächen, was eine in Prozent angegebene „Schadensanzeige“ erhöht und darin resultiert, dass gegnerische Figuren durch Angriffe weiter durch die Luft geschleudert werden und somit leichter aus dem Bild zu befördern sind.
| Charakter        | Spieleserie         | Spielbar von Beginn an? | Spielbar in Super Smash Bros.? |
| ---------------- | ------------------- | ----------------------- | ------------------------------ |
| Mario            | Super Mario         | Ja                      | Ja                             |
| Donkey Kong      | Donkey Kong         | Ja                      | Ja                             |
| Link             | The Legend of Zelda | Ja                      | Ja                             |
| Samus Aran       | Metroid             | Ja                      | Ja                             |
| Yoshi            | Yoshi               | Ja                      | Ja                             |
| Kirby            | Kirby               | Ja                      | Ja                             |
| Fox McCloud      | Star Fox            | Ja                      | Ja                             |
| Pikachu          | Pokémon             | Ja                      | Ja                             |
| Pummeluff        | Pokémon             | Freischaltbar           | Ja                             |
| Luigi            | Super Mario         | Freischaltbar           | Ja                             |
| Ness             | Mother              | Ja                      | Ja                             |
| Captain Falcon   | F-Zero              | Ja                      | Ja                             |
| Bowser           | Super Mario         | Ja                      | Nein                           |
| Peach            | Super Mario         | Ja                      | Nein                           |
| Ice Climbers     | Ice Climber         | Ja                      | Nein                           |
| Zelda            | The Legend of Zelda | Ja                      | Nein                           |
| Falco Lombardi   | Star Fox            | Freischaltbar           | Nein                           |
| Ganondorf        | The Legend of Zelda | Freischaltbar           | Nein                           |
| Marth            | Fire Emblem         | Freischaltbar           | Nein                           |
| Mr. Game & Watch | Game & Watch        | Freischaltbar           | Nein                           |
| Dr. Mario        | Mario               | Freischaltbar           | Nein                           |
| Junger Link      | The Legend of Zelda | Freischaltbar           | Nein                           |
| Pichu            | Pokémon             | Freischaltbar           | Nein                           |
| Mewtu            | Pokémon             | Freischaltbar           | Nein                           |
| Roy              | Fire Emblem         | Freischaltbar           | Nein                           |

Der Spieler hat anfangs die Wahl zwischen vierzehn verschiedenen Nintendo-Charakteren, im Verlauf des Spiels können zusätzlich elf weitere Figuren freigespielt werden. Dabei enthält das Spiel alle Charaktere aus dem Vorgänger Super Smash Bros. Die Angriffe der Charaktere sind meist seiner Spielreihe entnommen. So kämpft Link aus The Legend of Zelda zum Beispiel mit Schwert, Bomben und Bumerang, während Mario mit Feuerbällen um sich wirft. Im Mehrspieler-Modus von Melee sind insgesamt 29 Arenen spielbar, 18 davon sind von Anfang an spielbar, 11 müssen im Verlauf des Spiels freigespielt werden. Abgesehen von den Fire-Emblem-Reihe gibt es zu jeder Spielereihe, aus der eine Figur stammt auch mindestens eine Arena, die an einen bestimmten Ort aus den Spielereihen aufgreift. Zusätzlich gibt es einige Arenen, die nur im Einzelspieler-Modus spielbar sind. Während den Kämpfen in den jeweiligen Arenen spielt Musik aus den jeweiligen Spielereihen. In den Arenen tauchen zufällig Items auf, die sich oftmals an Gegenständen aus verschiedenen Nintendo-Spielen orientieren. Zusätzlich zu den freischaltbaren Charakteren kann der Spieler durch das Erfüllen bestimmter Bedingungen Trophäen erhalten, die auf Charakteren und Gegenständen aus verschiedenen Nintendo-Spielen basieren. Insgesamt gibt es in Melee 293 Trophäen, davon in der NTSC-Fassung 292, in der PAL-Fassung 290.
Super Smash Bros. Melee ist sowohl im Einzelspieler- als auch im Mehrspieler-Modus spielbar. Das Spiel wurde neben dem bereits aus dem Vorgänger bekannten, hier „Classic“ betitelten, Einzelspieler Modus, in dem der Spieler mit einer gewählten Figur gegen eine feste Reihenfolge von Gegnern kämpft, um einen weiteren Einzelspieler-Modus unter dem Namen „Adventure“ erweitert. Im „Adventure“-Modus muss der Spieler sich durch an einige Spielereihen angelehnte, side-scrollende Level kämpfen und dabei Gegner aus den jeweiligen Spielereihen bekämpfen. Neben diesen Hauptmodi sind in Melee, wie bereits im Vorgänger, verschiedene Minispiele spielbar. Ein weiterer, bereits aus dem Vorgänger bekannter, Modus ist der Trainingsmodus, in dem man die Steuerung der Spielfiguren üben kann und das Verhalten eines Gegners nach Belieben vorgibt.
Im Mehrspielermodus wird in einer der 29 Kampfarenen entweder über einen festen Zeitraum oder mit begrenzten Versuchen für jeden der maximal vier Spieler gespielt. Fehlende Spieler können durch KI-gesteuerte Charaktere ersetzt werden. Eine Gruppierung der Spieler in maximal drei Gruppen ist zusätzlich möglich.

## Entwicklung und Veröffentlichung
Super Smash Bros. Melee wurde wie bereits der Vorgänger von HAL Laboratory unter der Leitung von Masahiro Sakurai entwickelt. Sakurai bezeichnete in einem Interview mit dem japanischen Videospielmagazin Famitsu 2010 die Entwicklung von Melee als eine der unangenehmsten Spieleentwicklungen überhaupt für ihn: Er habe sich in den letzten 13 Monaten der Entwicklung keinen Tag Ruhe gegönnt und öfters über 40 Stunden am Stück gearbeitet mit Ruhepausen von teilweise nur vier Stunden. Sakurai wollte, dass das Spiel an den Erfolg des Vorgängers anknüpfen konnte und wollte die technischen Möglichkeiten des GameCubes ausschöpfen.
Während der Entwicklung von Melee waren verschiedene Charaktere geplant, die es letztendlich nicht ins Spiel geschafft haben. So schlug Hideo Kojima der Entwickler der Metal-Gear-Reihe Sakurai vor Solid Snake, den Protagonisten dieser Reihe als Charakter spielbar zu machen. Auch Sonic the Hedgehog wurde während der Entwicklung von Melee geplant, beide Charaktere schafften es allerdings aus Zeitgründen nicht ins Spiel, sind aber im Nachfolger Super Smash Bros. Brawl spielbar. Während der Entwicklung von Melee wurde gleichzeitig auch an einem dritten Teil der Mother-Reihe für den Nintendo 64 gearbeitet. Deshalb wurde geplant anstelle von Ness, dem Protagonisten aus Mother 2 Lucas, einen Charakter aus dem geplanten Mother 3, als Charakter hinzuzufügen. Da die Entwicklung von Mother 3 für das Nintendo 64 allerdings eingestellt wurde, wurde Lucas als spielbarer Charakter verworfen. Nachdem Mother 3  2006 für den Game Boy Advance erschien war Lucas im Nachfolger Brawl spielbar.
Super Smash Bros. Melee wurde zuerst, als erstes GameCube-Spiel überhaupt, auf der E3 2001, einer der größten Videospielmessen überhaupt gezeigt und war dort auch als Demoversion spielbar. Das Spiel erschien dann noch im selben Jahr, am 21. November in Japan und am 3. Dezember 2001 in Nordamerika. In Europa dagegen erschien Melee erst am 24. Mai 2002.

## Rezeption
| Deutschsprachiger Raum | Deutschsprachiger Raum |
| Publikation            | Wertung                |
| ---------------------- | ---------------------- |
| 4Players               | 88 %                   |
| Internationaler Raum   |                        |
| IGN                    | 9,6/10                 |
| GameSpot               | 8,9/10                 |
| Jeuxvideo.com          | 15/20                  |
| Metawertungen          |                        |
| Metacritic             | 92 %                   |

Super Smash Bros. Melee wurde von der Fachpresse gut aufgenommen und erhielt durchgehend positive Wertungen. So erreichte das Spiel auf der Aggregationswebsite Metacritic eine Wertung von 92 von 100 Punkten und liegt damit nur knapp hinter Super Smash Bros. Brawl und Ultimate, die mit einem Metascore von 93 von 100 Punkten die Spielereihe anführen.
Während der Vorgänger Super Smash Bros. noch für den geringen Umfang kritisiert wurde, wurde Melee für den, durch die erhöhte Figuren- und Arenenzahl, nun größeren Umfang gelobt. Auch die einfach zu erlernende Steuerung und der umfangreiche Einzelspielermodus waren häufig genannte Stärken des Spiels. So schrieb Mathias Oertel von 4Players zu Melee:

„Die Motivation wird dank der leichten Steuerung, der abwechslungsreichen Spielmodi, der scheinbar zahllosen Extras und der zu findenden Trophäen auf einem beständig hohen Niveau gehalten. Und den Rest erledigen die 25 Nintendo-Charaktere und der Multiplayer-Modus, der im Vergleich zum Vorgänger in den Hintergrund gerückt ist und der dem Einzelspielererlebnis auch definitiv den Vortritt lassen muss, ohne jedoch an Reiz zu verlieren.“

Auch für die technische Umsetzung wurde Melee überwiegend gelobt: So lobte David Stöckli von Gameswelt das Spiel für die detailreiche und liebevolle Grafik und die phantasievoll designten Arenen. Dabei hob er außerdem die stabile Bildrate hervor. Trotzdem seien in einigen Arenen etwas höher aufgelöste Texturen wünschenswert und auch ein hin und wieder auftretendes Kantenflimmern kritisierte Stöckli.
Super Smash Bros. Melee gilt aufgrund der hohen Geschwindigkeit und der großen Spieltiefe vor allem unter kompetitiven Spielern als das beste Spiel der Reihe. Dadurch wird das Spiel bis heute auf vielen E-Sport-Wettbewerben gespielt und von E-Sportlern oftmals den Nachfolgern vorgezogen. Masahiro Sakurai, der Regisseur von Melee, äußerte sich in einem Interview mit dem japanischen Magazin Famitsu selbst zu diesem Thema und gibt zu, dass er die geringe Einsteigerfreundlichkeit bereue: Während das Spiel für erfahrenere Spieler eine sehr große Spieltiefe biete sei es für neue Spieler sehr schwer in das Spiel hineinzukommen. Sakurai kündigte daher an, dass sich die nächsten Teile der Reihe eher in eine einsteigerfreundlichere Richtung entwickeln würden.

### Verkaufszahlen
Super Smash Bros. Melee erschien relativ kurz nach der Veröffentlichung des Nintendo GameCube und musste somit kaum mit anderen großen Titeln auf dem GameCube konkurrieren. In Japan konnte sich das Spiel bereits in den ersten vier Tagen nach der Veröffentlichung über 350.000 Mal verkaufen und landete damit direkt auf Platz zwei der japanischen Verkaufscharts nach Dragon Quest IV für die PlayStation. Melee konnte sich in Japan bereits bis Mitte Januar 2002, und damit innerhalb von zwei Monaten über eine Million Mal verkaufen und war damit das erste GameCube-Spiel das eine Million Verkäufe erreichte. Da sich der Nintendo GameCube bis dahin etwa 1,4 Millionen Mal verkaufen konnte besaßen zu diesem Zeitpunkt nahezu 75 % der Nintendo-GameCube-Besitzer Super Smash Bros. Melee. In den USA konnte sich das Spiel bereits in den ersten neun Tagen 250.000 Mal verkaufen.
Insgesamt konnte sich Super Smash Bros. Melee über 7,41 Millionen Mal verkaufen und ist damit das meistverkaufte GameCube-Spiel. Davon konnten etwa 1,37 Millionen Einheiten in Japan und etwa 4 Millionen Einheiten in den USA abgesetzt werden.